# Auteuil (Yvelines)
Auteuil (auch: Auteuil-le-Roi) ist eine französische Gemeinde mit 1.005 Einwohnern (Stand: 1. Januar 2022) im Département Yvelines in der Region Île-de-France. Sie gehört zum Arrondissement Rambouillet und zum Kanton Aubergenville (bis 2015: Kanton Montfort-l’Amaury). Die Einwohner werden Auteuillois genannt.

## Geographie
Auteuil befindet sich etwa 38 Kilometer westlich von Paris. Umgeben wird Auteuil von den Nachbargemeinden Marcq im Norden, Saulx-Marchais im Osten und Nordosten, Vicq im Süden, Boissy-sans-Avoir im Südwesten sowie Autouillet im Westen.

## Bevölkerungsentwicklung
| Jahr                      | 1962 | 1968 | 1975 | 1982 | 1990 | 1999 | 2006 | 2013 |
| Einwohner                 | 324  | 297  | 422  | 536  | 692  | 864  | 914  | 893  |
| Quelle: Cassini und INSEE |      |      |      |      |      |      |      |      |

## Sehenswürdigkeiten
- Kirche Saint-Éparche
- Kapelle Saint-Santin aus dem 16. Jahrhundert

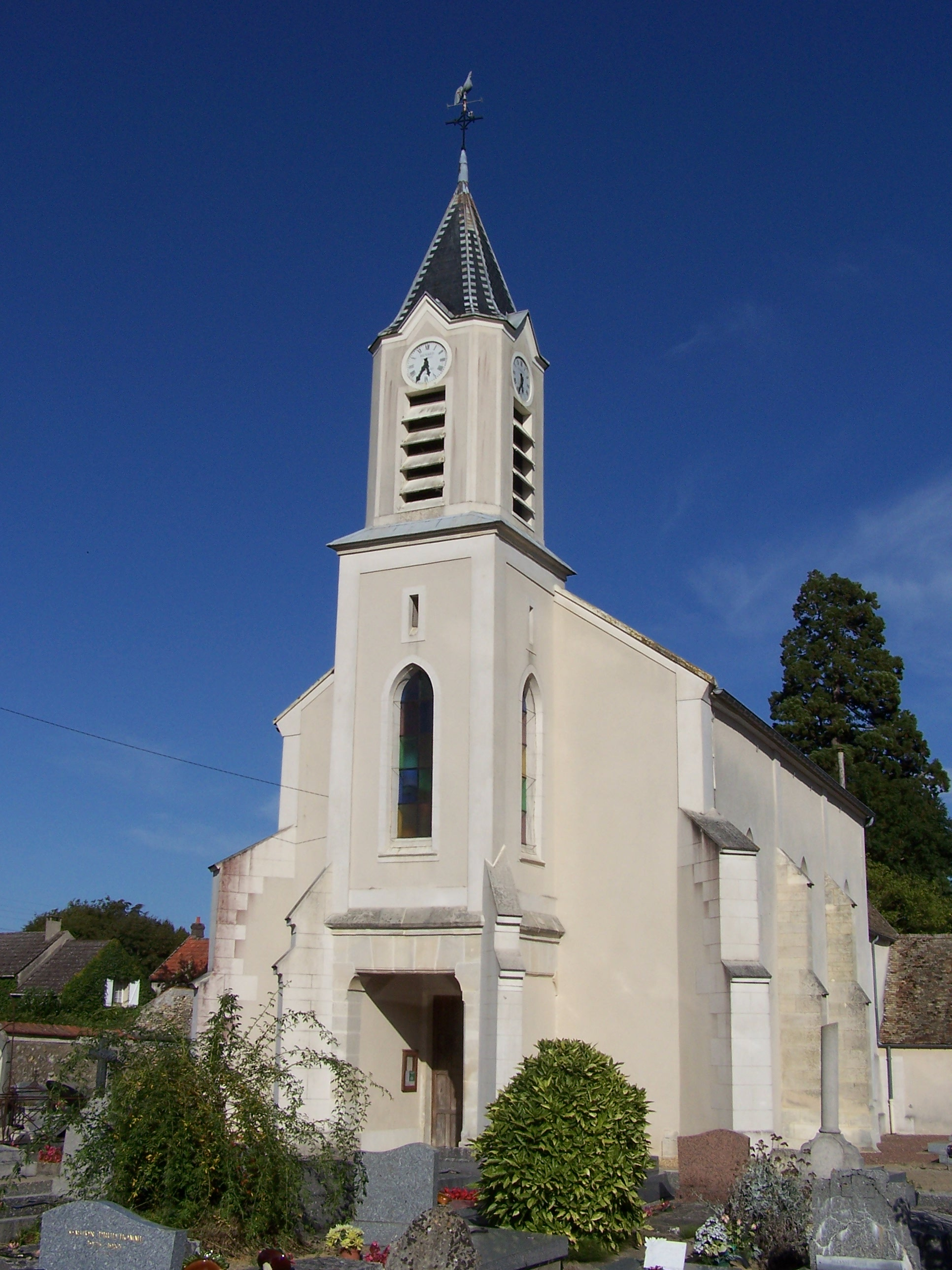
Kirche Saint-Éparche
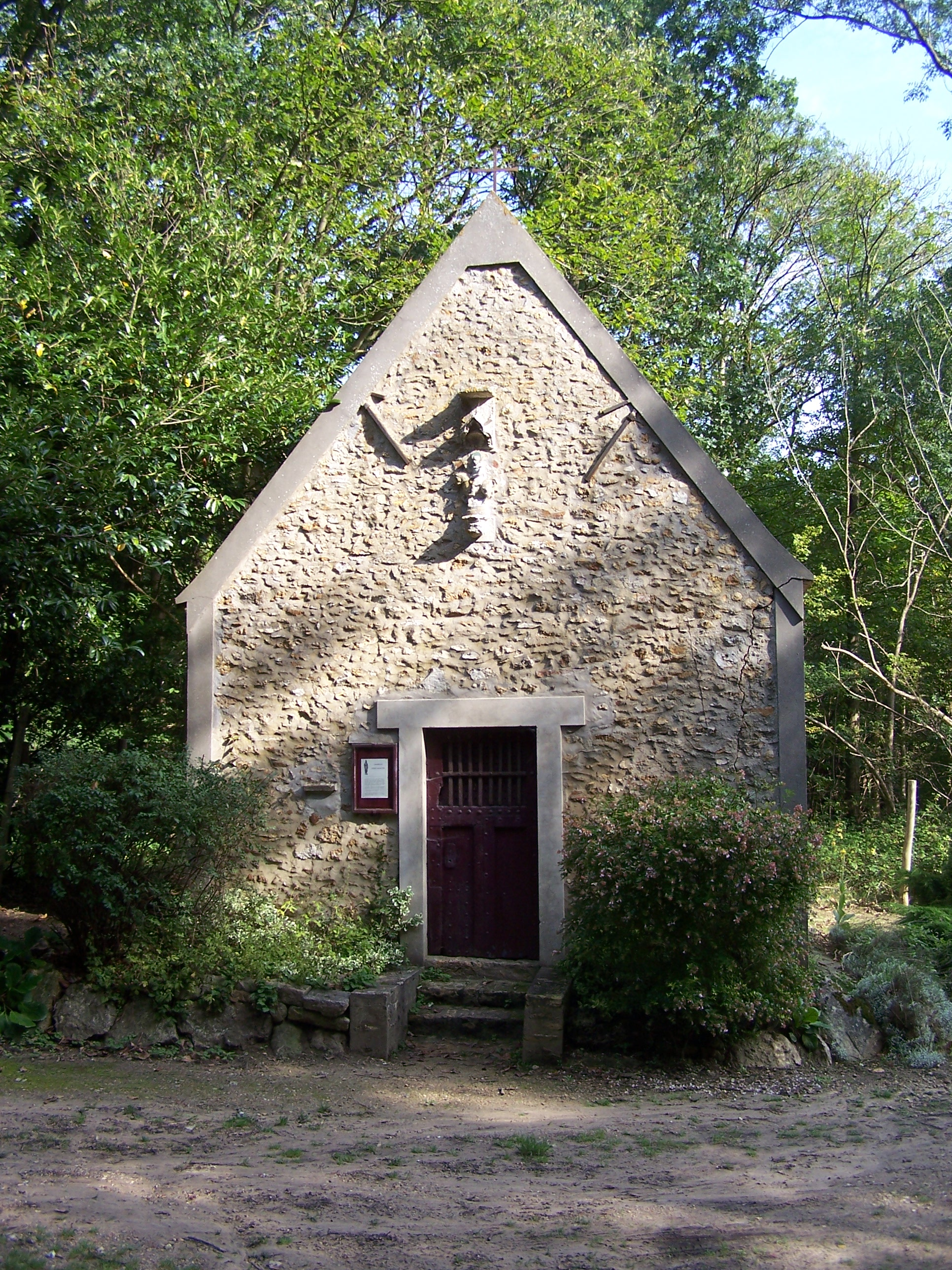
Kapelle Saint-Santin